# Сэдбазарын Лувсандондов
Сэ́дбазарын Лу́всандондов (монг. Сэдбазарын Лувсандондов; ; 1854—1909) — монгольский поэт цинской эпохи.

## Биография
Лувсандондов родился в Хан-Хухий-Уульском хошуне Дзасагту-ханского аймака Внешней Монголии у аратки Хорло, служанки хошунного князя Сэдбазара и, так как князь был бездетен, был им усыновлён. С детства выучил монгольское, тибетское и маньчжурское письмо, получив начальные знания для становления в будущем чиновником. В 1887 году наследовал приёмному отцу в праве управления западными ойратскими хошунами, получил титул жун-вана и туслагч-гуна, а в 1897 году получил назначение при джанджине-помощнике всего аймака, став впоследствии широко известен как Лу-джанджин-гун.

## Творчество
Перу Лувсандондова принадлежит множество песен и стихотворений, как то: «Сайвар халтар», «Эр хүрэн морь», «Хөхүй маань буга», «Өндөр хангайн буга», «Нүүхийн жаргал», «Билгийн үүд», «Гурван чухаг», «Таван эрдэнэ», «Үсэг бичиг», «Эрдэм ухааны түлхүүр уугуул бичиг минь», «Ахуй орчлонгийн аяс», «Хан сайхан», «Ухааны ном», «Мөнх нь үгүй хорвоо», «Бүсгүй хүний увидас». Центральными образами в поэзии Лувсандондова являются образы скотовода, родины, природы, коня.
В сочинении в 400 строк «Хан хөхүйн магтаал», написанном им, по преданию, тремя осенними днями 1880 года на вершине горы Бурэн-Хайрхан, воспевается гора Хан-Хух, давшая имя родному хошуну Лувсандондова. В этом гимне горе он описывает её красоты в четыре времени года. «Хвала Хан-Хуху» является одним из значительнейших памятников монгольской поэзии XIX века.